# Chevrolet D-20
Chevrolet D-20 – samochód dostawczo-osobowy typu pickup klasy wyższej produkowany pod amerykańską marką Chevrolet w latach 1985 – 1996. 

## Historia i opis modelu

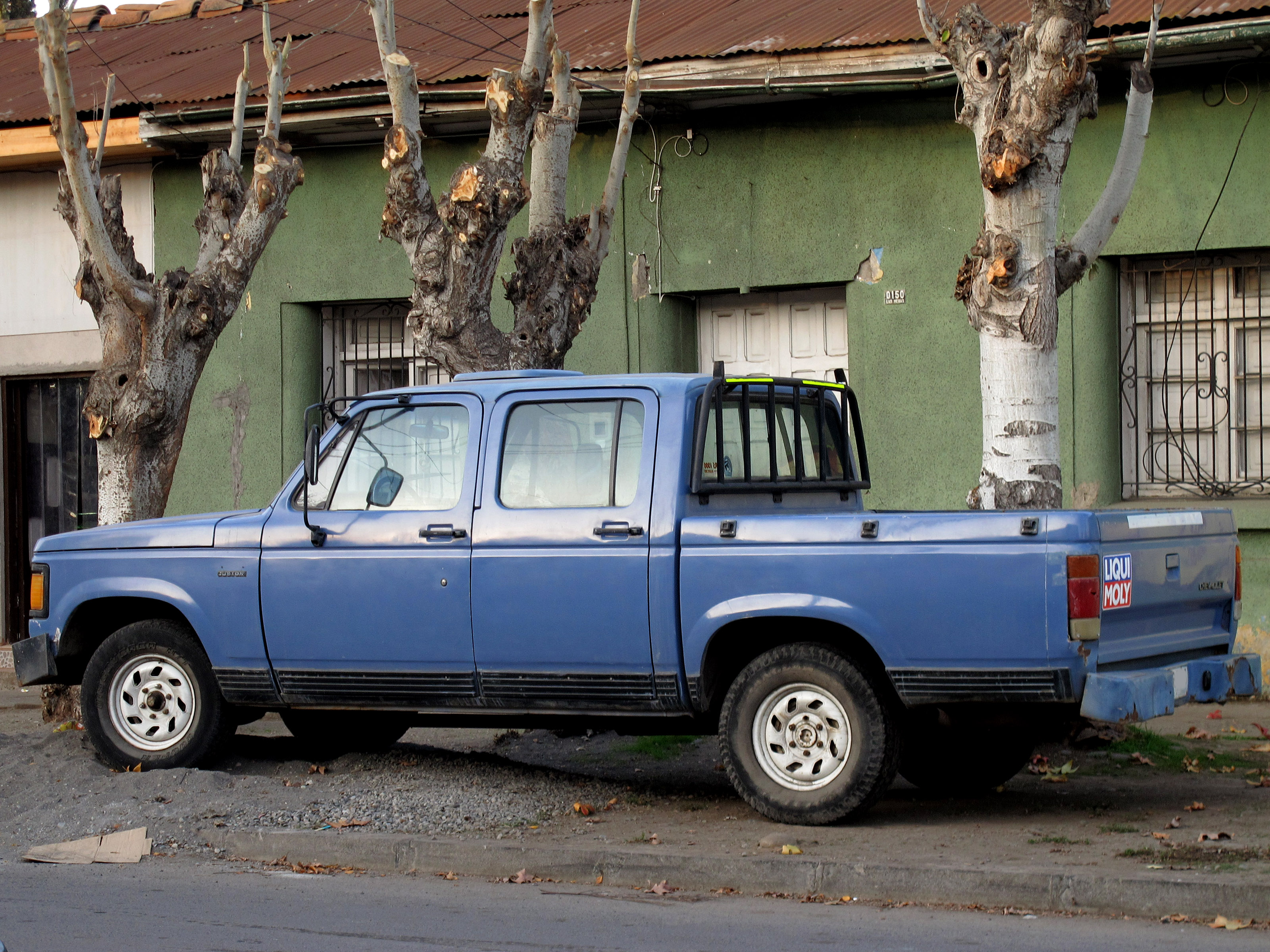
Chevrolet D-20 - tył

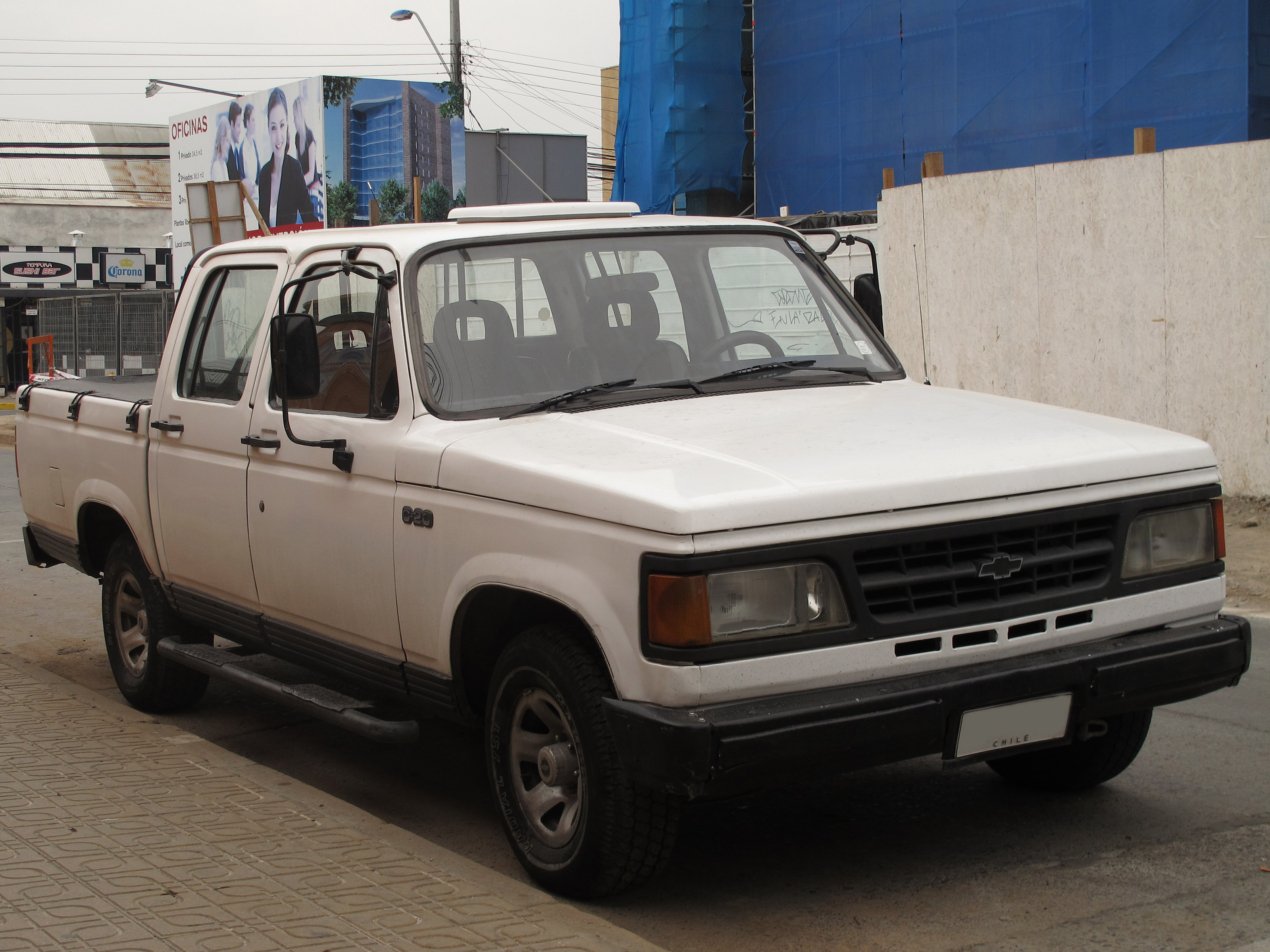
Chevrolet D-20 po liftingu

Prezentując nową rodzinę pełnowymiarowych modeli Chevroleta z myślą o rynku brazylijskim, zdecydowano się poszerzyć ją także o dużego pickupa w miejsce dotychczasowego modelu C-10. Samochód opracowano na bazie dużego SUV-a Veraneio, dzieląc z nim charakterystyczny, kanciasty kształt nadwozia z dużymi, prostokątnymi reflektorami i wysoko poprowadzoną linią okien.
Podobnie jak poprzednik, Chevrolet D-20 oferowany był w różnych wariantach długości nadwozia. Podobnie do zróżnicowanych rozstawów osi, samochód oferowany był z pojedynczą lub podwójną kabiną pasażerską. Poza rynkiem brazylijskim, na przełomie lat 80. i 90. XX wieku samochód był eksportowany na Bliski Wschód pod nazwą GMC B-10.

### Lifting
W 1993 roku rodzina modelowa Chevrolet D-20 przeszła gruntowną restylizację nadwozia, w ramach której zmodernizowano jednostkę napędową, a także zmodyfikowano kształt reflektorów oraz atrapy chłodnicy. Pod tą postacią model produkowano do 1996 roku, po czym zastąpił go nowy, mniejszy model S-10.

### Silnik[5]
Benzynowe:
- R6 4.1l C20 GM
- R6 4.1l A20 GM

Wysokoprężne:
- R4 4.0l D20 Diesel Perkins Q20B4